# 星毛齿革菌属
星毛齿革菌属（学名：Asterodon）为锈革孔菌科的一个属。

## 物种
本属包括以下物种：
- 白色星毛齿革菌 Asterodon albus Rick
- 锈色星毛齿革菌 Asterodon ferruginosus Pat.
- Asterodon granulosus Perrier[2]